# 屠格涅夫俄语图书馆
屠格涅夫俄语图书馆（官方俄语名称：Русская общественная библиотека имени И. С. Тургенева，官方法语名称：La Bibliothèque Russe Tourguenev）是一间位于法国巴黎的俄语公共图书馆，以俄国现实主义小说家、诗人和剧作家伊万·谢尔盖耶维奇·屠格涅夫命名，建立于1875年。 其为俄罗斯以外历史最悠久的俄语图书馆。

## 历史
屠格涅夫俄语图书馆1875年由俄罗斯移民、知名民粹派人士盖尔曼·亚历山德罗维奇·洛帕廷创立。 这个想法是为在法国的革命青年建立一个图书仓库和一个活动中心。盖尔曼·亚历山德罗维奇·洛帕廷并没有足够的资金来创办图书馆，而主要由当时居住在巴黎的伊万·谢尔盖耶维奇·屠格涅夫出资。这位作家所著的书籍成为了这间新图书馆的主要藏品。
1875年2月15日，屠格涅夫组织一场活动聚集了巴黎著名的文化工作者的活动，包括伊利亚·叶菲莫维奇·列宾、瓦西里·德米特里耶维奇·波列诺夫、马克·马特维耶维奇·安托科尔斯基以及俄罗斯大使尼古拉·阿列克谢耶维奇·奥尔洛夫；此次活动共筹集二千法郎，用来购买图书和支付图书馆的租金。1883年，屠格涅夫去世，这间图书馆随之更名为“屠格涅夫俄语图书馆”。
尽管面临资金紧张，但该图书馆馆藏一直保持增长。1900年时的馆藏为3,500卷，1913年时为17,000卷，1925年时为50,000卷，1937年时为100,000卷。1917年十月革命后，这间图书馆成为了最重要的白俄移民文化中心。1937年，这间图书馆迁至位于木柴街建于15世纪精美的建筑艺术精品——科尔伯特大楼。这间图书馆藏有珍贵的稀世藏品，包括伏尔泰、弗朗索瓦·德·拉罗什富科、尼古拉·米哈伊洛维奇·卡拉姆津的初稿。
二战期间，这间图书馆近乎完全被毁。1940年10月，所有的书籍、图片、肖像和半身像都被装在900多个箱子里，被送到未知的地点。屠格涅夫俄语图书馆在二战期间曾遭到纳粹德国洗劫。二战期间流失的馆藏不少没有找回。有资料显示，其中部分二战期间流失的馆藏最终流向苏联。
1959年，屠格涅夫俄语图书馆部分修复并重新开放。

## 外部連結
- 俄语官网
- 法语官网